# Албанци в Румъния
Албанците (на албански Shqiptarë, на румънски Albanezi) са етническо малцинство в Румъния. Като официално признато етническо малцинство, албанците имат едно запазено място в румънската камара на депутатите към Лигата на албанците в Румъния (Liga Albanezilor din România).

## Име
Албанците днес се наричат от румънците Albanezi, но в миналото са били известни като Arbănasi, старият етноним, датиращ от Средновековието.

## История

### Ранно заселване
Албанска общност в дунавските княжества е засвидетелствана за първи път във Влашко при княз Михаил Храбри, чрез доклад, изготвен от хабсбургските власти в Трансилвания, уточняващ, че на 15 000 албанци е било разрешено да преминат на север от Дунав през 1595 г.; Калинеши (село в днешния Флорещи, окръг Прахова) е едно от местата им на заселване, както е видно от документ, издаден от съперника и приемник на Михаил, Симион Мовила, който потвърждава правото им да пребивават в местността. Присъствието на общността е записано за първи път в Букурещ около 1628 г. Ранните албански заселници в Румъния подкрепят Михай Храбри и виждат Влахия като място за убежище от османския контрол. При завръщането си след набези в османска България, силите на Михай са последвани от албанци, които живеят по бреговете на Дунава, особено в Русе.  Една от ранните албански фигури във влашкия двор е Лека от Катун, постелник на Влашко и военен командир на армиите на няколко влашки князе.
Тези албанци идват директно от Албания и Западните Балкани или по-често от по-стари албански селища в България. В края на 16-ти и 17-ти век представители на тези групи в Румъния са фигури като Лека от Катун и по-късно Василе Лупу.  Най-видното семейство албански емигранти в Румъния са Гика (от албански – Gjika). Първият записан човек от тази фамилия в историческите записи е Георге Гика. Семейството му първоначално идва от Албания и по-широкия регион на Епир и вероятно е роден в Северна Македония, южно от град Скопие, в Кьопрюлю (Köprülü) (днешен Велес).